# Clinosperma
Clinosperma es un género con cuatro especies de plantas con flores perteneciente a la familia  de las palmeras (Arecaceae).  Es nativo de Nueva Caledonia.

## Taxonomía
El género fue descrito por  Odoardo Beccari y publicado en Palm. Nuova Caledonia 51. 1920.
Etimología
Clinosperma: nombre genérico que deriva de las palabras klinein = "inclinación o pendiente" y sperma = "semilla", tal vez porque la semilla se inserta oblicuamente en el endocarpio inmaduro.

## Especies
- Clinosperma bracteale (Brongn.) Becc. (1920).
- Clinosperma lanuginosa (H.E.Moore) Pintaud & W.J.Baker (2008).
- Clinosperma macrocarpa (H.E.Moore) Pintaud & W.J.Baker (2008).
- Clinosperma vaginata (Brongn.) Pintaud & W.J.Baker (2008).